# Elecciones municipales de Portoviejo de 2019
Las elecciones municipales de Portoviejo de 2019 hacen referencia al proceso electoral que se llevó a cabo el 24 de marzo de dicho año con el fin de designar a las autoridades locales para el período 2019-2023. Se elegirá un alcalde y 11 concejales (cuatro por el distrito 1, cinco por el distrito 2 y dos por la zona rural).
Todas las parroquias de Portoviejo, tanto las rurales como urbanas, le dieron el voto a Casanova.

## Preparación
El Consejo Nacional Electoral definió el calendario electoral para las seccionales de 2019, que se desarrollarán el 24 de marzo de 2019. La convocatoria se desarrollará el 21 de noviembre de 2018, las inscripciones hasta el 22 de diciembre y la campaña electoral será del 5 de febrero al 21 de marzo de 2019. La posesión de las nuevas autoridades está prevista para el 14 de mayo de 2019.
En esta ocasión, a diferencia de las dos elecciones anteriores, el alcalde y los concejales serán elegidos para un período de cuatro años.

### Precandidaturas retiradas
| Lista | Logo | Partido / Movimiento               | Precandidato        | Fecha de retiro         | Razón | Ref   |
| ----- | ---- | ---------------------------------- | ------------------- | ----------------------- | --- | ----- |
| 2     |      | Unidad Popular                     | Ana Pilay           | 20 de diciembre de 2018 | Endosa la candidatura a Mery Zamora | [ 5 ] |
| 6     |      | Partido Social Cristiano           | Simón Bustamante    | Febrero de 2018         | Enfermó de gravedad a inicios de 2018. Finalmente el PSC cristalizó una alianza provincial con Mariano Zambrano, quienes apoyaron la candidatura de Agustín Casanova |       |
| 120   |      | Expresión Unidad y Democracia EXUD | Rubén Darío Mendoza | Febrero de 2019         | Endosa la candidatura de Mario Fidel Suárez | [ 5 ] |
|       |      | Independiente                      | Farid Safadi        | Enero de 2019           | No consiguió apoyo partidista | [ 5 ] |

## Candidatos
| Lista          | Logo | Partido / Movimiento | Candidato                 | Ref               |
| -------------- | ---- | --- | ------------------------- | ----------------- |
| 2              |      | Unidad Popular | Mery Zamora García        | [ 6 ]             |
| 4              |      | Ecuatoriano Unido | Alejandro Garcia Loor     |                   |
| 6 65 105       |      | Partido Social Cristiano Movimiento Unidad Primero Movimiento CAMINO                                                                           | Agustín Casanova Cedeño   | [ 6 ] [ 5 ]       |
| 7              |      | Adelante Ecuatoriano Adelante | Omar Diaz Sabando         |                   |
| 8 11 12 61     |      | Alianza por el Desarrollo de Manabí Conformado por: - Partido Avanza - Movimiento Justicia Social - Izquierda Democrática - Movimiento MACHETE | José Miguel Mendoza Rodas | [ 5 ] [ 7 ] [ 8 ] |
| 9              |      | Libertad es Pueblo | Richard Manzano Parraga   |                   |
| 10             |      | Fuerza Ecuador | Bruno Poggi Guillem       | [ 6 ]             |
| 18             |      | Pachakutik | Óscar Zambrano Zambrano   | [ 9 ]             |
| 21             |      | Movimiento CREO | Arturo Mera Intriago      | [ 10 ]            |
| 23             |      | Movimiento SUMA | Vicente Izurieta Gaviria  | [ 6 ]             |
| 33             |      | Movimiento Nacional Juntos Podemos | Jaime Rodríguez Sacoto    | [ 11 ]            |
| 35 1 17 20 100 |      | Oportunidad y Cambio Conformado por: - Alianza PAIS - Centro Democrático - Partido Socialista Ecuatoriano - Democracia Sí - Movimiento MEJOR   | Jorge Pérez Vélez         | [ 12 ]            |
| 51             |      | Concertacion | Antonio Oña Olmedo        |                   |
| 72 120         |      | Si Podemos Movimiento Expresión, Unidad y Democracia                                                                                           | Fidel Suárez Castillo     |                   |
| 95             |      | Nueva Generación | Freddy Vera Mendoza       |                   |

## Resultados

### Elección de alcalde
| Lista          | Partido / Movimiento                                                                      | Candidato                 | Votos | %      |
| -------------- | ----------------------------------------------------------------------------------------- | ------------------------- | ----- | ------ |
| 2              | Unidad Popular                                                                            | Mery Zamora               | 8200  | 5,12%  |
| 4              | Movimiento Ecuatoriano Unido                                                              | Holger García             | 2053  | 1,28%  |
| 6 65 105       | Partido Social Cristiano Movimiento Unidad Primero Movimiento Cambio, Integración y Orden | Agustín Casanova          | 70132 | 43,77% |
| 7              | Adelante Ecuatoriano Adelante                                                             | Jimmy Díaz                | 1735  | 1,08%  |
| 8 11 12 61     | Alianza por el Desarrollo de Manabí                                                       | José Miguel Mendoza Rodas | 23129 | 14,44% |
| 9              | Movimiento Libertad es Pueblo                                                             | Richard Manzano           | 1401  | 0,87%  |
| 10             | Fuerza Ecuador                                                                            | Bruno Poggi Guillén       | 23096 | 14,41% |
| 18             | Pachakutik                                                                                | Oscar Zambrano            | 630   | 0,39%  |
| 21             | Movimiento CREO                                                                           | Arturo Mera               | 5385  | 3,36%  |
| 23             | Movimiento SUMA                                                                           | Vicente Izurieta          | 2675  | 1,67%  |
| 33             | Movimiento Nacional Podemos                                                               | Jaime Rodríguez Sacoto    | 2644  | 1,65%  |
| 35 1 17 20 100 | Oportunidad y Cambio                                                                      | Jorge Luis Pérez          | 8093  | 5,05%  |
| 51             | Movimiento Concertación                                                                   | Marcos Oña                | 1544  | 0,97%  |
| 72 120         | Movimiento Sí Podemos Movimiento Expresión y Unidad Democrática                           | Mario Fidel Suárez        | 7309  | 4,56%  |
| 95             | Movimiento Nueva Generación                                                               | Freddy Vera               | 2191  | 1,37%  |

### Nómina de Concejales Electos

#### Circunscripción Urbana 1
| Partido                                                                                  | Concejal              |
| ---------------------------------------------------------------------------------------- | --------------------- |
| Fuerza Compromiso Social                                                                 | Margarita Veintimilla |
| Fuerza Compromiso Social                                                                 | Isidoro Mendoza       |
| Partido Social Cristiano Movimiento Unidad Primero Movimiento Cambio, Integridad y Orden | María José Fernández  |
| Partido Social Cristiano Movimiento Unidad Primero Movimiento Cambio, Integridad y Orden | Mayra Perero          |

#### Circunscripción Urbana 2
| Partido                                                                                  | Concejal             |
| ---------------------------------------------------------------------------------------- | -------------------- |
| Fuerza Compromiso Social                                                                 | Mario Ramos          |
| Fuerza Compromiso Social                                                                 | Fátima Párraga       |
| Partido Social Cristiano Movimiento Unidad Primero Movimiento Cambio, Integridad y Orden | Erwin Valdivieso     |
| Partido Social Cristiano Movimiento Unidad Primero Movimiento Cambio, Integridad y Orden | Jorge Gutiérrez Soto |
| Fuerza Ecuador                                                                           | Nilo Farfán          |

#### Circunscripción Rural
| Partido | Concejal        |
| --- | --------------- |
| Avanza Movimiento Justicia Social Izquierda Democrática Movimiento Acción Cívica de Hombres y Mujeres por el Trabajo y la Equidad | Javier Pincay   |
| Partido Social Cristiano Movimiento Unidad Primero Movimiento Cambio, Integridad y Orden                                          | Verónica Vargas |